# Lyudmila Veselkova
Lyudmila Veselkova (née le 25 octobre 1950) est une athlète ayant représenté l'Union soviétique, spécialiste du 800 mètres. 

## Biographie
Lyudmila Veselkova a détenu le record du monde du mile en 4 min 20 s 89, réalisé à Bologne le 12 septembre 1981. Ce record est battu par Mary Decker le 9 juillet 1982, avec 4 min 18 s 08.
En 1982, lors des championnats d'Europe, elle remporte la médaille d'argent sur 800 mètres en 1 min 55 s 96, derrière sa compatriote Olga Mineyeva.

### Palmarès
| Date | Compétition                | Lieu    | Résultat | Performance   |
| ---- | -------------------------- | ------- | -------- | ------------- |
| 1981 | Coupe du monde des nations | Rome    | 1re      | 1 min 57 s 48 |
| 1982 | Championnats d'Europe      | Athènes | 2e       | 1 min 55 s 96 |

### Records
| Épreuve    | Performance   | Lieu    | Date              |
| ---------- | ------------- | ------- | ----------------- |
| 800 mètres | 1 min 55 s 96 | Athènes | 8 septembre 1982  |
| Mile       | 4 min 20 s 89 | Bologne | 12 septembre 1981 |